# 騎馬釘
騎馬釘是一種有兩腳的釘子，可用於接合。

## 種類

### 訂書針
訂書針也作订书钉、钉书钉，訂書機所需物品之一，若訂書機沒有訂書針，只能做拆解訂書針用，無法訂東西。
訂書針有不同尺寸，對照不同的訂書機。
訂完成後，要檢查訂書針是否會刺人。若會，建議拿膠帶黏起來，保護安全。
亦作為輕薄書籍的一種藝術裝幀方式。

### 木工用
木工用騎馬釘常配合釘槍使用。

### 鋦釘
鋦瓷用的騎馬釘，稱為鋦釘。

### 手術釘
手術釘是手術中用作縫合傷口的騎馬釘。